# أولاد حاجي (بني كيل)
أولاد حاجي هي إحدى مشيخات المملكة المغربية، تتبع جغرافيا لإقليم فكيك وإداريًا لبني كيل. يقدر عدد سكانها بـ 803 نسمة حسب الإحصاء الرسمي للسكان والسكنى لسنة 2004.